# Norma Elizabeth Boyd
Norma Elizabeth Boyd (9 de agosto de 1888-14 de marzo de 1985) fue una de las dieciséis fundadoras de Alpha Kappa Alpha, la primera hermandad estudiantil de mujeres (sororidad) fundada por estudiantes afroamericanas en la Universidad de Howard. También fue una de las fundadoras de la organización en 1913.
Fue educadora en las escuelas públicas de Washington D. C. durante más de treinta años y amplió el mundo de sus alumnos llevándolos a las audiencias del Congreso. Fue una de las fundadoras de Alpha Kappa Alpha más activas políticamente tanto a nivel nacional como internacional.
En 1938, estableció el Non-Partisan Council, el primer grupo que representaba a las minorías para ejercer presión en el Congreso de los Estados Unidos. Por sus esfuerzos en la creación y dirección del Non-Partisan Council, en 1948 Boyd fue nombrada "Woman of the Year in the Field of Legislation" por el Consejo Nacional de Mujeres Negras.
Participó activamente en una amplia variedad de organizaciones, muchas de carácter internacional. Nombrada observadora de las Naciones Unidas, representó a los Estados Unidos en varios comités, así como en una conferencia en Brasil.

## Trayectoria
Boyd se educó en escuelas públicas en Washington D. C.. En septiembre de 1906, fue admitida en la Facultad de Artes y Ciencias de la Universidad de Howard, donde se especializó en matemáticas. La Universidad Howard era la principal universidad históricamente negra del país. Era una época en la que solo 1/3 del 1% de los afroamericanos y el 5% de los blancos en edad de estudiar asistían a alguna universidad. Se graduó con una licenciatura en artes en 1910.
En su vida dedicada al estudio realizó cursos de posgrado en educación y relaciones públicas en la Universidad de Columbia, la Universidad de Nueva York, la Universidad de California en Berkeley, la Escuela de Idiomas Middlebury College de Vermont, la Universidad Nacional Autónoma de México, la Universidad Americana y la Universidad George Washington.
Durante más de treinta años, fue educadora en las escuelas públicas de Washington D. C., y llevaba a los miembros del consejo estudiantil a las audiencias del Congreso para educarlos en el campo de la política. Se retiró de la docencia en 1948.
En 1959, estableció la Women's International Religious Fellowship. Esta organización, formada por mujeres de diversos orígenes y culturas, contribuyó a llamar la atención sobre la seguridad y los derechos de los niños.
Viajó mucho en su vida, a ciudades de Estados Unidos, Canadá, México, América del Sur y las Indias Occidentales Británicas. Escribió una autobiografía, A Love that Equals My Labor. Norma Elizabeth Boyd, la última fundadora superviviente de Alpha Kappa Alpha (AKA), murió en Washington D. C. el 14 de marzo de 1985.

## Alfa Kappa Alfa

### Constitución de la Hermandad
En la Universidad de Howard, fue una de las siete iniciadas en el segundo año de la hermandad Alpha Kappa Alpha en febrero de 1908. Posteriormente fue presidenta del capítulo Alpha en dos ocasiones diferentes. Después de que algunas hermanas se fueran para comenzar una hermandad con un enfoque diferente, Boyd, Nellie Quander, Julia Evangeline Brooks, Minnie B. Smith, Nellie Pratt Russell y Ethel Jones Mowbray incorporaron Alpha Kappa Alpha como entidad perpetua el 29 de enero de 1913. Las disidentes formaron otra hermandad llamada Delta Sigma Theta Sorority.

### Participación en la Hermandad
En 1913, fue la secretaria de la primera Dirección de Alpha Kappa Alpha. También fue directora regional de la Región del Atlántico Norte. Fundó el capítulo Xi Omega en Washington D. C., del que fue presidenta. En 1934, recaudó fondos para el primer año del Proyecto de Salud de Mississippi de Alpha Kappa Alpha.
Durante la Segunda Guerra Mundial, presidió dos simposios en la Universidad de Howard: "Labor and Women in the War Effort", un evento de tres días, y "Defense Planning for the Future", una conferencia de cinco días.

### Non-Partisan Council
Podemos pedir y apoyar medidas que aseguren a nuestro pueblo unas condiciones de vida decentes, empleos permanentes y una voz en la determinación de las condiciones en las que viven y trabajan. Sólo podemos lograr estos objetivos haciendo sentir nuestro poder en los pasillos y las salas del Congreso, y la actividad con este fin comienza con la participación en las primarias de nuestro país.
Norma Elizabeth Boyd.

En 1938, creó el Non-Partisan Lobby for Economic and Democratic Rights (NPC), que presionó al Congreso en cuestiones de servicio público, educación, derechos al voto y empleo relacionados con los afroamericanos. Posteriormente, la organización trabajó en cuestiones civiles, sociales y políticas. El NPC revisaba todos los proyectos de ley del Congreso aportando comentarios al mismo cuando era necesario. Además, el Non-Partisan Council ayudó a ampliar el Programa de Obras Públicas y a establecer un salario mínimo para los trabajadores de lavanderías, y apoyó la continuación de la American Youth Act.
Durante la Segunda Guerra Mundial, el consejo presionó para que se aprobara la legislación de derechos civiles. El Non-Partisan Council también presionó a organismos como el Departamento de Estado, las Naciones Unidas y organizaciones nacionales educativas, científicas y culturales, para llamar la atención sobre la necesidad de la integración. La organización duró diez años y fue disuelta el 15 de julio de 1948 por Supreme Basileus Edna Over Gray-Campbell.
El Non-Partisan Council trabajó con la NAACP, The Urban League, The United Office and Professional Workers of America, The National Association of Graduate Nurses, the American Federation of Churches, Colored Women's Club, Brotherhood of Sleeping Car Porters and Auxiliary, y la Liga de Votantes de Nueva York. Establecido en 1946, el Consejo Estadounidense de Derechos Humanos reemplazó al Non-Partisan Council.
Por sus esfuerzos en la creación y dirección del Non-Partisan Council, en 1948 fue nombrada "Mujer del Año en el Campo de la Legislación" por el Consejo Nacional de Mujeres Negras.

## Participación en las Naciones Unidas

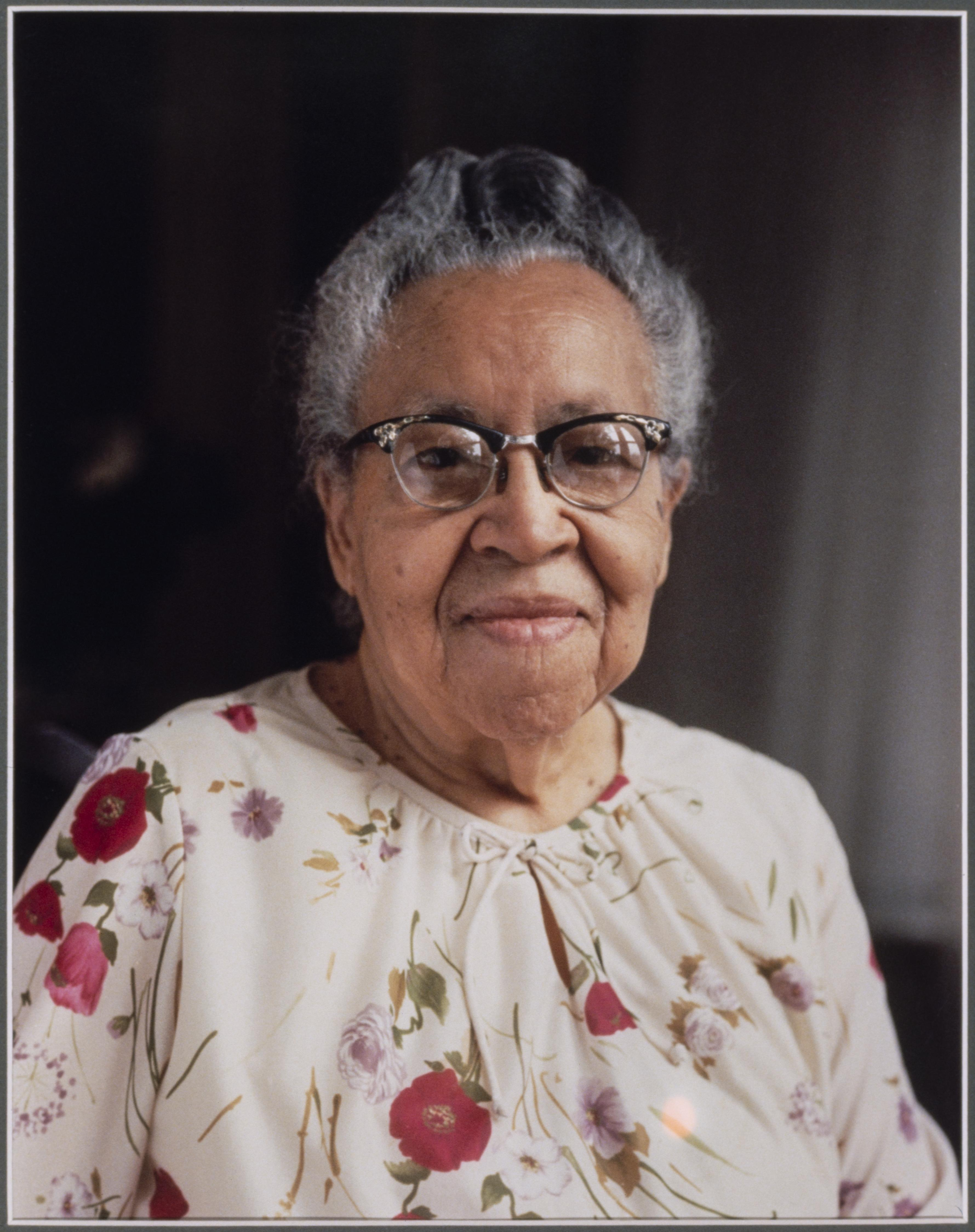
Norma Boyd C. mil novecientos ochenta y dos

Norma Boyd fue nombrada observadora de las Naciones Unidas en 1949. Participó en varios comités, como el Comité Asesor de la Delegada Americana ante el Consejo Interamericano de Mujeres, el Comité de Enlace Panamericano y la Asociación Este-Oeste.
En 1949 viajó a Sudamérica como observadora en la Comisión Interamericana de Mujeres en Buenos Aires, Argentina. En la conferencia, fue delegada en representación de las Organizaciones No Gubernamentales de las Naciones Unidas, la Asociación International House, el Comité del Mandato del Pueblo y la Liga Internacional de Mujeres por la Paz y la Libertad. Durante su estancia en Brasil fundó una sección de International House.
Como observadora, se interesó por los derechos del niño y apoyó el Principio 10 de la Declaración de los Derechos Humanos. Para ayudar a educar a sus alumnos, un año, financió a veinticinco de ellos un viaje a la Asamblea General de las Naciones Unidas en Nueva York.

## Pertenencia a otras organizaciones
Boyd participó activamente en una amplia variedad de organizaciones:
1. Profesional: Consejo Nacional de Profesores de Matemáticas, Federación Americana de Profesores y Asociación Americana de Profesores;
2. Internacional: Comité Internacional del Templo del Entendimiento, Fraternidad Religiosa Internacional de Mujeres, Comité de Enlace Panamericano y Liga Internacional de Mujeres por la Paz y la Libertad; y
3. Político: Non-Partisan Council, Asociación Este-Oeste y Comité del Mandato del Pueblo.[4]

Fue presidenta de la International House Association en Washington D. C. De 1958 a 1959 presidió el Comité Interreligioso de la Fraternidad Mundial en All Souls Church, Unitarian, de Washington D. C.